# Abanatus beloti
Abanatus beloti – gatunek kosarza z podrzędu Laniatores i rodziny Assamiidae. Jedyny znany przedstawiciel monotypowego rodzaju Abanatus.

## Występowanie
Gatunek został wykazany z Zairu.